# Neocolonialisme
El neocolonialisme, és el control i la tutela que segueixen exercint les potències colonials, sobre les seves antigues colònies. La descolonització no va suposar independència econòmica per als països anomenats subdesenvolupats, sinó que els estats imperialistes es van encarregar d'organitzar l'economia i la política mundial, de manera que es conservés l'explotació colonial. El neocolonialisme seria l'herència del colonialisme històric i alhora, la continuïtat del sistema capitalista globalitzador.
Aquesta nova fase, permet seguir amb la submissió (avui en dia sense una ocupació i control directe), sinó més aviat a través de complexes estratègies econòmiques i polítiques. «La tendència profunda del capitalisme s'ha obert camí i avui l'expansió ja no requereix l'annexió de territoris i el seu recer dins de fronteres nacionals. Avui l'expansió capitalista salta les fronteres i envaeix els territoris sense necessitat de conquerir i annexió».
La descolonització que suposadament inaugurava l'aparició de països lliures i sobirans, va suposar que els territoris colonitzats se sumissin en una situació de dependència econòmica i política més dependent que mai. En un context en què el flux de mercaderies i persones traspassa tots els límits territorials, la divisió entre països centrals i perifèrics ha arribat a la seva màxima expressió.
Per assolir l'objectiu de la mundialització del sistema capitalista, les potències han entramat organismes que possibiliten l'hegemonia política, econòmica i militar, d'una manera més subtil que en l'època del colonialisme. Se segueix implantant la ideologia colonitzadora a través del pretext de missió civilitzadora o simplement reafirmant la seva posició en les relacions de poder actuals. La inserció dels països subdesenvolupats en el mercat mundial té un format perifèric, de manera que tot i la riquesa de recursos naturals que puguin tenir, es troben sumits en una situació de pobresa absoluta.
La usurpació de territoris aliens impulsada per fins econòmics i de poder, té conseqüències de tota classe en els països explotats. L'arribada de les multinacionals ha suposat el deteriorament de l'ecosistema per i per a les exportacions massives, de manera que ha estat la naturalesa la que s'ha hagut d'adaptar a l'home. Entre les conseqüències socials, la globalització capitalista ha suposat també la globalització cultural, mutilant les tradicions i maneres de viure autòctons.
A la política neocolonialista de les potències imperialistes, s'oposa el moviment d'alliberament nacional amb el suport dels països socialistes.
«Els països desenvolupats estan en una posició en què poden utilitzar, en el seu benefici i per multitud de canals, els recursos dels països del Tercer Món. Aquest és el fonament de l'ordre econòmic mundial. Als ulls de la majoria de la humanitat es presenta com un ordre tan caduc i injust com el colonialisme de què arrenqueu l'origen i essència».